# کاظم یزدی
کاظم یزدی(۱۳۰۲ قزوین– ۱۹ اسفند ۱۴۰۱ تهران) پزشک و سیاستمدار و وزیر در دولت موقت انقلاب بود.
کاظم یزدی در مهر ماه سال ۱۳۰۲ در یک خانواده مذهبی در قزوین به دنیا آمد. پدرش صادق اصالتا یزدی بود. او مقاطع تحصیلی ابتدایی و متوسطه را در تهران گذراند و دیپلم خود را از دبیرستان دارالفنون گرفته و وارد دانشکده داروسازی دانشگاه تهران شد او در زمان دانش‌آموزی همراه تعدادی از دانش‌آموزان ” انجمن اسلامی جوانان امیرکبیر ” را ایجاد کرده و وارد فعالیت‌های سیاسی شد.
و بعد از فارغ‌التحصیلی در وزارت بهداری مشغول شد.

## نهضت خداپرستان سوسیالیست
او در سال ۱۳۲۵ به عضویت ” نهضت خداپرستان سوسیالیست ” که توسط محمد نخشب تأسیس شده بود درآمد.

## انجمن اسلامی پزشکان
او درسال ۱۳۳۶ انجمن اسلامی پزشکان به همراه عباس حائری، عالی و چند نفر دیگر از فعالین سیاسی تشکیل داد.

## متاع
پس از کودتای ۲۸ مرداد در سال ۱۳۳۶ فعالان مذهبی و سیاسی مانند کاظم یزدی به اتفاق مرتضی مطهری، مهدی حایری یزدی، احمد آرام، سید غلامرضا سعیدی، عزت‌الله سحابی، احمد آرام، مصطفی کتیرایی، کاظم حاج‌طرخانی، سیدغلامرضا سعیدی، سیدباقر رضوی اقدام به تأسیس مکتب تربیت اجتماعی عملی بنام متاع تأسیس کردند. 

## نهضت آزادی ایران
پس از تأسیس نهضت آزادی ایران در سال ۱۳۴۰ او عضو این حزب شد.

## وزارت بهداری
در ۱۳ آبان ۱۳۵۸ به دنبال استعفای دکتر کاظم سامی از وزارت بهداری در دولت موقت، دکتر کاظم یزدی به وزارت بهداری منصوب شد اما دو روز بعد در ۱۵ آبان ۱۳۵۸ با استعفای مهندس بازرگان از پست وزارت بهداری کنار رفت.

## درگذشت
کاظم یزدی روز پنج‌شنبه ۱۸ اسفند ۱۴۰۱ درگذشت.